# Volumenviskosität
Die Volumenviskosität, der Zähigkeitskoeffizient oder die zweite Viskosität bezeichnen die Viskosität von Fluiden bei Volumenänderungen. Bei einer endlichen Volumenänderung ist in einem Fluid mit gleichförmiger Temperaturverteilung die Volumenviskosität verantwortlich für die Energiedissipation.
In der Praxis kann bei einatomigen Gasen und nicht zu hohen Drücken von der Stokes’schen Hypothese ausgegangen werden, die {\displaystyle \zeta =0} fordert. Auch bei angenommener Inkompressibilität kann die Volumenviskosität vernachlässigt werden. Auch eine von Null verschiedene Volumenviskosität führt unter Normalbedingungen nicht zu sehr auffälligen Effekten.
Einen nennenswerten Einfluss hat die Volumenviskosität jedoch in Flüssigkeiten mit Gasblasen, in Stoßwellen und bei der Schallausbreitung. Einige Fluide, insbesondere Kohlenstoffdioxid, besitzen Volumenviskositäten, die über tausend Mal größer sind als ihre Scherviskositäten, was in solchen Gasen einen Einfluss auf die hydrodynamische Grenzschicht bei Überschallströmungen hat. Die Volumenviskosität verdünnter, mehratomiger Gase spielt beim Eintritt in planetarische Atmosphären eine Rolle.

## Definition
Bei der reinen Kompression oder Expansion von Gasen tritt die Volumenviskosität auf als Ursache einer in allen Richtungen wirkenden Normalspannung
{\displaystyle \sigma ^{V}=-\zeta \,{\frac {\dot {\rho }}{\rho }}=\zeta \,\nabla \cdot {\vec {v}}=\zeta \,\operatorname {div} {\vec {v}}},
die neben dem mechanischen Druck {\displaystyle {\bar {p}}} wirkt:
{\displaystyle p(\rho ,T)={\bar {p}}+\sigma ^{V}}.
Dabei ist
- {\displaystyle \zeta } die Volumenviskosität
- {\displaystyle \rho } die Dichte
- der Überpunkt die substantielle Zeitableitung
- {\displaystyle {\vec {v}}} das Geschwindigkeitsfeld der Strömung
- „·“ das (formale) Skalarprodukt mit dem Nabla-Operator {\displaystyle \nabla }, das die Divergenz eines Vektorfeldes {\displaystyle \operatorname {div} } bildet
- {\displaystyle p(\rho ,T)} der von der Dichte und Temperatur {\displaystyle T} abhängige thermodynamische Druck.[7]

Die Divergenz der Geschwindigkeit ist gemäß {\displaystyle {\dot {\mathrm {d} V}}=\operatorname {div} ({\vec {v}})\,\mathrm {d} V} ein Maß für die Volumenänderungsgeschwindigkeit eines (infinitesimal) kleinen Volumenelements {\displaystyle \mathrm {d} V}. Das begründet wegen der gleichbleibenden Masse {\displaystyle \rho \mathrm {d} V} des Volumenelements die Massenbilanz
{\displaystyle {\begin{aligned}{\dot {\rho }}+\rho \,&\operatorname {div} {\vec {v}}=0\\\Leftrightarrow \quad &\operatorname {div} {\vec {v}}=-{\frac {\dot {\rho }}{\rho }},\end{aligned}}}
die in obiger Definitionsgleichung eingesetzt wurde.
In einem newtonschen Fluid gilt der Zusammenhang
{\displaystyle \zeta ={\frac {2}{3}}\mu +\lambda }
mit
- der Scherviskosität {\displaystyle \mu }
- der ersten Lamé-Konstante {\displaystyle \lambda }

Bei Inkompressibilität verschwindet die Divergenz der Geschwindigkeit, sodass in dem Fall keine Volumenviskosität auftreten kann.

## Newtonsche Fluide
Die Bewegung eines linear viskosen, isotropen newtonschen Fluids gehorcht den Navier-Stokes-Gleichungen
{\displaystyle \rho \,{\dot {\vec {v}}}=-\nabla p(\rho ,T)+\mu \,\Delta {\vec {v}}+\left(\zeta +{\frac {1}{3}}\mu \right)\nabla (\nabla \cdot {\vec {v}})+{\vec {f}}.}
Hier ist
- {\displaystyle \Delta } der Laplace-Operator
- {\displaystyle {\vec {f}}}(Vektor) steht für die Dichte einer Volumenkraft, beispielsweise der Gravitation oder der Corioliskraft, bezogen auf das Einheitsvolumen.

Die Navier-Stokes-Gleichungen lassen sich herleiten aus folgendem Materialmodell der klassischen Materialtheorie:
{\displaystyle {\begin{alignedat}{2}{\boldsymbol {\sigma }}&=-p(\rho ,T)\mathbf {1} +2\mu \mathbf {d} &&+\lambda \operatorname {Sp} (\mathbf {d} )\mathbf {1} \\&=-p(\rho ,T)\mathbf {1} +2\mu \mathbf {d} ^{\mathrm {D} }&&+\zeta \operatorname {Sp} (\mathbf {d} )\mathbf {1} \end{alignedat}}}
Hier bezeichnet
- {\displaystyle {\boldsymbol {\sigma }}} den Spannungstensor
- {\displaystyle \mathbf {1} } den Einheitstensor
- {\displaystyle \mathbf {d} } den symmetrischen Anteil des (räumlichen) Geschwindigkeitsgradienten, also den Tensor der Verzerrungsgeschwindigkeiten

{\displaystyle \mathbf {d} :={\frac {1}{2}}{\begin{pmatrix}2{\frac {\partial v_{x}}{\partial x}}&{\frac {\partial v_{x}}{\partial y}}+{\frac {\partial v_{y}}{\partial x}}&{\frac {\partial v_{x}}{\partial z}}+{\frac {\partial v_{z}}{\partial x}}\\&2{\frac {\partial v_{y}}{\partial y}}&{\frac {\partial v_{y}}{\partial z}}+{\frac {\partial v_{z}}{\partial y}}\\{\text{sym.}}&&2{\frac {\partial v_{z}}{\partial z}}\end{pmatrix}}}
In diesem Tensor sind {\displaystyle v_{x,y,z}} die Geschwindigkeitskomponenten der Fluidelemente in {\displaystyle x}-, {\displaystyle y}- bzw. {\displaystyle z}-Richtung eines kartesischen Koordinatensystems.
- {\displaystyle \operatorname {Sp} } die Spur; die Spur des Verzerrungsgeschwindigkeits-Tensors ist die Divergenz der Geschwindigkeit:

{\displaystyle \operatorname {Sp} (\mathbf {d} )={\tfrac {\partial v_{x}}{\partial x}}+{\tfrac {\partial v_{y}}{\partial y}}+{\tfrac {\partial v_{z}}{\partial z}}=\operatorname {div} {\vec {v}}}
- das hochgestellte {\displaystyle \mathrm {D} } den Deviator.

Aus obigen Modellgleichungen lässt sich ableiten, dass {\displaystyle \zeta =\lambda +{\tfrac {2}{3}}\mu }.
Die in der Definition auftretende Normalspannung {\displaystyle \sigma ^{V}=-\zeta {\tfrac {\dot {\rho }}{\rho }}} ist Bestandteil des mechanischen Drucks {\displaystyle {\bar {p}}}, der das negative Drittel der Spur des Spannungstensors ist:
{\displaystyle {\begin{aligned}{\bar {p}}:&=-{\frac {1}{3}}\operatorname {Sp} ({\boldsymbol {\sigma }})\\&=-{\frac {1}{3}}\left[-3p(\rho ,T)+3\zeta \operatorname {Sp} (\mathbf {d} )\right]\\&=\qquad \quad \;p(\rho ,T)-\zeta \operatorname {div} {\vec {v}}\\&=\qquad \quad \;p(\rho ,T)+\zeta {\frac {\dot {\rho }}{\rho }}\end{aligned}}}
Hier wurde benutzt, dass die Spur des Einheitstensors gleich der Raumdimension ist und dass der Deviator per definitionem spurfrei ist.
Die fluiddynamische Grenzschicht ist bedeutsam in Strömungen viskoser Fluide. In der sie behandelnden Grenzschichttheorie werden Normalspannungen gegenüber den Scherspannungen vernachlässigt, weswegen die Volumenviskosität in der Grenzschicht nicht gebraucht wird. Neuere Untersuchungen zeigen jedoch einen nennenswerten Einfluss einer hohen Volumenviskosität auf die Grenzschicht bei Überschallströmungen.

## Reine Ausdehnung
Bei einer reinen Ausdehnung weg vom Ursprung habe das Geschwindigkeitsfeld die Form {\displaystyle {\vec {v}}({\vec {x}})=c{\vec {x}}} mit einem Proportionalitätsfaktor {\displaystyle c}. Der Geschwindigkeitsgradient ist dann wegen des symmetrischen Gradienten {\displaystyle \operatorname {grad} {\vec {x}}=\mathbf {1} } und
{\displaystyle \operatorname {grad} {\vec {v}}=c\operatorname {grad} {\vec {x}}=c\mathbf {1} =\mathbf {d} }
gleich dem Verzerrungsgeschwindigkeitstensor.
Mit {\displaystyle \operatorname {Sp} (\mathbf {d} )=3c} berechnet sich der Spannungstensor zu
{\displaystyle {\begin{aligned}{\boldsymbol {\sigma }}&=-p(\rho ,T)\mathbf {1} +2\mu \mathbf {d} ^{\mathrm {D} }+\zeta \operatorname {Sp} (\mathbf {d} )\mathbf {1} \\&=[-p(\rho ,T)\qquad \qquad +3\,\zeta \,c]\mathbf {1} \end{aligned}}}
Die spezifische Spannungsleistung an den Verzerrungsgeschwindigkeiten ist definiert als
{\displaystyle l_{i}:={\tfrac {1}{\rho }}{\boldsymbol {\sigma }}:\mathbf {d} }.
Der Doppelpunkt „:“ bildet dabei das Frobenius-Skalarprodukt zweier Tensoren {\displaystyle \mathbf {A} } und {\displaystyle \mathbf {B} } mittels
{\displaystyle \mathbf {A} :\mathbf {B} :=\mathrm {Sp} (\mathbf {A} ^{T}\cdot \mathbf {B} )}
worin das hochgestellte {\displaystyle T} die Transposition bedeutet.
Bei reiner Ausdehnung berechnet sich die spezifische Spannungsleistung daher zu:
{\displaystyle {\begin{aligned}l_{i}&={\frac {1}{\rho }}[-p(\rho ,T)+3\,\zeta \,c]\mathbf {1} :c\mathbf {1} \\&=-{\frac {3c}{\rho }}p+{\frac {9c^{2}}{\rho }}\zeta \end{aligned}}}
Der erste, zum Druck proportionale Anteil der Leistung ist reversibel, der zweite ist irreversibel und wird dissipiert.

## Stokessche Hypothese
Die Stokes’sche Hypothese besagt:

„in the case of a uniform motion of dilatation the pressure at any instance depends only on the actual density and temperature at that instant, and not on the rate at which the former changes with time (englisch im Fall einer gleichförmigen Ausdehnungsbewegung hängt der Druck zu jedem Zeitpunkt nur von der aktuellen Dichte und Temperatur zu diesem Zeitpunkt ab und nicht von der Rate, mit der erstere sich mit der Zeit ändert.)“

Diese Hypothese wurde bereits 1843, also zwei Jahre vor Stokes, in ähnlicher Weise von Barré de Saint-Venant formuliert.
Aus dem bei newtonschen Fluiden gültigen Zusammenhang
{\displaystyle {\bar {p}}=p(\rho ,T)+\zeta {\frac {\dot {\rho }}{\rho }}}
und obiger Hypothese folgt unmittelbar
{\displaystyle \Rightarrow \zeta =0}
Mit den oben zusammen getragenen Tatsachen ergeben sich aus der Hypothese die folgenden gleichwertigen Aussagen über newtonsche Fluide:
1. Im Fall einer gleichförmigen Ausdehnungsbewegung {\displaystyle \left({\dot {\rho }}={\frac {\mathrm {d} \rho }{\mathrm {d} t}}=\mathrm {konst.} <0\right)} hängt der Druck zu jedem Zeitpunkt nur von der aktuellen Dichte und Temperatur zu diesem Zeitpunkt ab.
2. Eine reine Volumenänderung ist reversibel.
3. Der thermodynamische Druck und der mechanische Druck stimmen überein.

Die Messung der Volumenviskosität ist so schwierig, dass es Anfang des 21. Jahrhunderts noch nicht gelungen ist, die Gültigkeit dieses Postulats bei einatomigen Gasen experimentell zu prüfen.

## Folgerungen aus der kinetischen Gastheorie
Die Chapman-Enskog-Entwicklung der Boltzmann-Gleichungen der kinetischen Gastheorie führen auf die Navier-Stokes-Gleichungen mit verschwindender Volumenviskosität, also {\displaystyle \zeta =0}. Diese Entwicklung basiert auf einer Verteilungsfunktion, die nur von der Geschwindigkeit der Teilchen abhängt, also deren Rotationsdrehimpuls vernachlässigt. Dies ist in einatomigen Gasen bei niedrigem bis mittlerem Druck eine probate Annahme.
Bei mehratomigen Gasen dagegen darf der Rotationsdrehimpuls nicht vernachlässigt werden, denn bei ihnen kann Energie zwischen der Translationsbewegung und den molekularen Bewegungen, d. h. den Rotations- und Vibrationsbewegungen, ausgetauscht werden, was auf eine positive Volumenviskosität führt.
Zur Charakterisierung des Zustands mehratomiger Gase im Nicht-Gleichgewicht ist daher eine verallgemeinerte Verteilungsfunktion (Dichteoperator) zu benutzen, die nicht nur von der Geschwindigkeit der Teilchen abhängt, sondern auch von ihrem Rotationsdrehimpuls. Dementsprechend ist auch die Boltzmann-Gleichung durch eine verallgemeinerte kinetische Gleichung (die Waldmann-Snider-Gleichung) zu ersetzen. Aus ihr kann eine Temperaturrelaxationsgleichung hergeleitet werden, die auf folgenden Ausdruck für die Volumenviskosität führt:
{\displaystyle \zeta ={\frac {2}{3}}{\frac {n\,k\,c_{V}^{\text{intra}}}{c_{V}\,\omega }}T}
Darin ist
- {\displaystyle n} die Teilchendichte
- {\displaystyle k} die Boltzmann-Konstante
- {\displaystyle c_{V}} die spezifische Wärmekapazität
- {\displaystyle c_{V}^{\text{intra}}} die spezifische Wärmekapazität, die nur aus den molekularen Bewegungen resultiert,
- {\displaystyle T} die Temperatur
- {\displaystyle \omega } die Stoßfrequenz.

Weil die Stoßfrequenz proportional zur Teilchendichte ist, ist die Volumenviskosität unabhängig von der Teilchendichte und damit vom Druck des Gases.
Für einatomige Gase ist wegen {\displaystyle c_{V}^{\text{intra}}=0} wieder {\displaystyle \zeta =0}.
Bei gegebener Kapazität {\displaystyle c_{V}^{\text{intra}}} ist die Volumenviskosität umso größer, je kleiner die Stoßfrequenz {\displaystyle \omega } ist, d. h. je seltener bei Stößen ein Austausch zwischen der Translations- und intramolekularen Energie stattfinden kann. Deshalb ist das Verhältnis {\displaystyle \zeta /\mu } bei Wasserstoff größer als für Stickstoff.

## Messung
Für die Messung der Volumenviskosität eines Fluids eignen sich akustische Spektrometer, da nach der klassischen Theorie von Gustav Robert Kirchhoff für ebene Schallwellen in Medien mit nicht zu großer Viskosität der Absorptionskoeffizient der Amplitude pro Längeneinheit von der Volumenviskosität abhängt:
{\displaystyle {\frac {k^{2}}{\omega ^{2}}}={\frac {1}{2}}\left({\frac {4}{3}}\mu +\zeta \right){\frac {1}{c_{0}^{3}\,\rho }}+{\frac {1}{2}}{\frac {\lambda (\kappa -1)}{c_{p}}}{\frac {1}{c_{0}^{3}\,\rho }}}
mit
- der Schallgeschwindigkeit {\displaystyle c_{0}} für
- sehr kleine Kreisfrequenzen {\displaystyle \omega },
- den spezifischen Wärmekapazitäten {\displaystyle c_{p}} und {\displaystyle c_{v}} bei konstantem Druck bzw. Volumen
- {\displaystyle \kappa =c_{p}/c_{v}}.

Den Hauptbeitrag zur Absorption stellt der erste Summand bei Flüssigkeiten wegen {\displaystyle \kappa \approx 1} stets, bei Gasen in der Regel.
Mit weiteren Methoden konnte die Volumenviskosität einer Vielzahl von Fluiden bestimmt werden:
- Brillouinspektroskopie relaxierender Flüssigkeiten[16]
- Messung der Dicke einer Stoßwelle[17]
- Vermessung der Taylor-Couette-Strömung eines kompressiblen Mediums.[18]